# Língua kodava
Kodava Takk ou Kodava takka, (escrita canará : ಕೊಡವ ತಕ್) é a língua do sul de Karnataka, distrito de Kodagu. A língua é também chamada  Kodava ou Coorg em inglês e sua quantidade de falantes é da ordem  de 500 mil. 
É a principal língua dos Kodavas, mas muitas outras comunidades e tribos a usam em Kodagu. Pertence à família das línguas dravídicas, sendo é relacionada e influenciada pelas línguas túlu, canaresa , malaiala e tâmil. A maioria de suas palavras é comum com o dialeto Beary bashe, uma mistura do Tulu e do Malaiala falados pelas comunidades Beary e Belchada.

## Características
Em termos linguísticos apresenta diferenças em relação às demais línguas dravídicas. Por exemplo, a maioria das dravídicas têm 5 vogais longas e 5 curtas. Kodava Takk tem duas vogais e mais,  /ï/ (fechada central não arredondada) e  /ë/ média central não arredondaa. As duas têm formas longa e curta. (Balakrishnan, 1976).
Essas particularidades que distinguem a língua de outras vizinhas atraíram estudiosos desde o século XV, embora ninguém a considerasse uma língua isolada. Sempre foi considerada como um dialeto da língua canaresa muito próximo ao túlu (Cf. Ellis 1816), ou muito relacionado ao malaiala ou ao tâmil (Cf. Moegling 1855).Somente no início do século XXI filólogos e linguístas a consideraram como independente.

## Falantes
Kodava Takk é a língua dos Kodavas e dos Amma-Kodavas, mas é também a língua mãe de algumas outras comunidades como os Airi, Male-Kudiya, Meda, Kembatti, Kapal, Maringi, Heggade, Kavadi, Kolla, Thatta, Kodava Nair, Koleya, Koyava, Banna, Golla, Kanya, Ganiga  e Malay. Muitas dessas comunidades migraram para Kodagua partir da Costa de Malabar durante o período da Dinastia  Haleri. Não há pesquisas disponíveis acerca das variantes Kodava nessas comunidades.

## Escritas
Kodava Takk não tem uma significante literatura escrita. Quando escrita usa geralmente a escrita da língua canaresa com pequenas modificações. Uma nova ortografia usando a escrita Coorgi-Cox foi desenvolvida para a língua em 2005 e está sendo promovida para sua adição pelos falantes. 